# Burn to Shine
Burn to Shine è il quarto album in studio del cantante statunitense Ben Harper, pubblicato il 21 settembre 1999 dalla Virgin Records.

## Tracce
Testi e musiche di Ben Harper.
1. Alone – 3:58
2. The Woman in You – 5:41
3. Less – 4:05
4. Two Hands of a Prayer – 7:50
5. Please Bleed – 4:37
6. Suzie Blue – 4:29
7. Steal My Kisses – 4:05
8. Burn to Shine – 3:34
9. Show Me a Little Shame – 3:44
10. Forgiven – 5:17
11. Beloved One – 4:03
12. In the Lord's Arms – 3:06

## Classifiche
| Classifiche (1999-00) | Posizione massima |
| --------------------- | ----------------- |
| Australia             | 2                 |
| Belgio (Fiandre)      | 42                |
| Francia               | 2                 |
| Nuova Zelanda         | 5                 |
| Regno Unito           | 82                |
| Stati Uniti           | 67                |
| Svizzera              | 34                |